# Neger (Ruhr)
Die Neger ist ein südwestlicher und linker Nebenfluss der Ruhr im nordrhein-westfälischen Hochsauerlandkreis (Deutschland). Nach einem generell nordwärts gerichteten Lauf von 17,7 km Länge erreicht sie eine Wasserführung von im Mittel gut 1,3 m³/s. Der Fluss verläuft bis auf Ortslagen und kleinere Abschnitte in Landschaftsschutzgebieten in den Naturschutzgebieten Naturschutzgebiet Hömberg / Brusenbecke / Eberg / Kalte Spring, Naturschutzgebiet Neger- und Birautal, Naturschutzgebiet Mittleres Negertal und Naturschutzgebiet Negertal.

## Name
Der Fluss wurde 1694 („fl. Neger“) erstmals schriftlich erwähnt. Eine Wüstung namens Neger erscheint schon um 1310 als Negere in den schriftlichen Aufzeichnungen. Der Name könnte vielleicht vom urindogermanischen Verbstamm *néh2gʰ- für „baden, schwimmen“ abgeleitet sein.

## Geographie

### Verlauf
Die Neger entspringt im Rothaargebirge an der Nordwestflanke des Klappersbergs (729,9 m) auf einer Höhe von 722 m ü. NHN im Naturschutzgebiet Hömberg / Brusenbecke / Eberg / Kalte Spring. Ihre Quelle liegt etwa 1,5 km (Luftlinie) nordöstlich von Rehsiepen, einem Ortsteil von Schmallenberg. Sie fließt ausschließlich im Naturpark Sauerland-Rothaargebirge.
Zunächst fließt die Neger in Richtung Osten. Nach rund 1,5 km Wegstrecke knickt die Flussrichtung südwestlich des Bergs Frettloh (643,9 m ü. NHN) abrupt nach Nordosten ab. An dieser Stelle münden mehrere kurze Flussläufe, die der Neger von den Hängen der umliegenden Berge zufließen. Fortan fließt die Neger parallel zur Landesstraße 742. Das Tal weitet sich nun unvermittelt zu einem breiten Trogtal mit karartigem Talschluss. Rund 1,4 km flussabwärts mündet rechts die Gutmecke, weitere 600 m später ebenfalls rechtsseitig die Renau, die kurz vor ihrer Mündung nahe am Jagdschloss Siedlinghausen vorbeifließt. Sie stellt hydrographisch betrachtet den Hauptfluss dar, da sie nicht nur länger, sondern auch 40 % wasserreicher als die Neger ist. Beim Mühlenhof mündet linksseitig die aus dem Hunaumassiv kommende Birau (Giers) ein, die ein über zweihundert Meter tiefes Trogtal entwässert. 
Die erste Ortschaft an der Neger ist Siedlinghausen. Hier mündet rechtsseitig die Namenlose (Lamelofe), die nordwestlich von Winterberg entspringt. Sie ist mit 10,2 km Länge der längste Neger-Zufluss und am Mündungspunkt sogar länger als diese. Zwischen Siedlinghausen und Brunskappel mündet rechtsseitig die Hambkebecke, bevor die Neger ein Staubecken (428,9 m ü. NHN) des Kraftwerks Steinhelle 1 durchfließt. Am südlichen Ortsrand von Brunskappel fließt linksseitig die Hartmecke ein. Im Abschnitt zwischen Brunskappel und Wulmeringhausen münden beidseitig mehrere kurze Wasserläufe, die von den Hängen der umliegenden Berge abfließen, von links u. a. das Remmetsiepen und rechtsseitig die Eutmecke. Zwischen Wulmeringhausen und Steinhelle, einem Weiler im Stadtgebiet von Olsberg, fließen linksseitig Fauleborn und Faules Siepen ein.
Schließlich mündet die Neger bei Steinhelle zwischen den Bergen (Höhe in Meter über Normalhöhennull; NHN) Steinhelle (612,7 m; im Nordwesten), Schmalenberg (714,2 m; im Westen) und Wiedegge (732,3 m; im Westsüdwesten) sowie Heidkopf (715,3 m; im Osten) linksseitig auf 349 m Höhe in die Ruhr. Etwa 60 m nördlich unterhalb der Negermündung stößt die L 742 auf die Bundesstraße 480.
Zwischen Quelle und Mündung überwindet die Neger 370 m Höhenunterschied, was einem mittleren Sohlgefälle von 20,9 ‰ entspricht.

### Hydrologischer Hauptstrang
Bis zu ihrer Mündung ist die Neger (17,7 km, über Namenlose 20,3 km) nicht nur länger als die Ruhr (16,7 km, über Hille 17,7 km) bis dahin, sondern verfügt auch über ein knapp größeres Einzugsgebiet (53,883 km² vs. 52,977 km²). Der mittlere Abfluss der Neger beträgt gut 1,3 m³/s gegenüber gut 1,2 m³/s der Ruhr.
Neger und Ruhr im Vergleich
| Name  | Länge [km] | EZG [km²] | MQ [m³/s] |
| ----- | ---------- | --------- | --------- |
| Neger | 20,3       | 53,88     | 1,27      |
| Ruhr  | 17,7       | 53,00     | 1,24      |

Anmerkungen zur Tabelle
1. 1 2 3  ELWAS-WEB - Wasserdaten NRW des Ministeriums für Umwelt, Naturschutz und Verkehr NRW (Hinweise)
2. ↑  Mit Namenlose
3. ↑  Bis zur Mündung der Neger in die Ruhr über die Hille

Die Neger ist somit der hydrologische Hauptstrang im Flusssystem Ruhr.

### Nebenflüsse
Wichtigster Nebenfluss der Neger ist die 10,2 km lange Namenlose. Mit ihrem 15,376 km² großen Einzugsgebiet entwässert sie 28,5 % des Gebietes der Neger. Im Folgenden sind die Nebenflüsse der Neger aufgeführt in der Reihenfolge von der Quelle zur Mündung.
| Name          | Position (km) | Seite  | Länge (km) | EZG (km²) | Mündungshöhe (m über NHN) | GKZ        |
| ------------- | ------------- | ------ | ---------- | --------- | ------------------------- | ---------- |
| Gutmecke      | 14,799        | rechts | 2,4        | 1,364     | 534                       | 276114-12  |
| Renau         | 14,254        | rechts | 5,4        | 6,354     | 519                       | 276114-14  |
| Birau         | 13,107        | links  | 4,5        | 4,719     | 488                       | 276114-2   |
| Lohsiepen     | 11,6          | rechts | 0,4        |           | 467                       | 276114-3?? |
| Namenlose     | 10,111        | rechts | 10,2       | 15,376    | 444                       | 276114-4   |
| Hambkebecke   | 8,315         | rechts | 2,3        |           | 423                       | 276114-92  |
| Hartmecke     | 7,430         | links  | 0,8        |           | 411                       | 276114-94  |
| N.N.          | 7,184         | rechts | 1,1        |           | 409                       | 276114-952 |
| Voßsiepen     | 6,800         | links  | 0,6        |           |                           | 276114-??  |
| Eutmecke      | 6,250         | rechts | 0,8        |           | 398                       | 276114-??  |
| Remmetsiepen  | 5,800         | links  | 0,7        |           | 394                       | 276114-??  |
| Brusemecke    | 4,400         | links  | 0,4        |           | 383                       | 276114-??  |
| Kransmecke    | 3,300         | links  | 0,8        |           | 374                       | 276114-??  |
| Fauleborn     | 1,186         | links  | 1,5        |           | 360                       | 276114-96  |
| Faules Siepen | 0,760         | links  | 1,1        |           | 356                       | 276114-98  |

## Geschichte und Wirtschaft
Die einstige Ortschaft Neger in der Nähe von Siedlinghausen wurde um 1550 aufgegeben.
Die ab 1976 projektierte Neger-Talsperre bei Brunskappel mit 44,5 Mio. m³ Stauvolumen (Niedrigwasserregulierung) wurde nicht verwirklicht, ebenso wie oberhalb von Siedlinghausen die später geplante Renau-Talsperre mit einem Stauvolumen von 18 Mio. m³ (Trinkwasser).
Oberhalb von Siedlinghausen und ab Wulmeringhausen ist die Neger der Gewässergüteklasse I-II zugeordnet, dazwischen liegt eine Strecke der Güteklasse II. Die Strukturgüte ist noch durch mehrere Verbauungen beeinträchtigt.